# Pršut
Pršút je na vetru sušeno svinjsko, redkeje goveje stegno.

## Etimologija
Beseda pršut izvira iz latinske besede perexsuctum, ki pomeni »izsušen«.

## Izdelava
Praviloma se stegna za pršut ne prekaja, ampak se ga suši na vetru, devet do šestnajst mesecev, dovoljena je tudi uporaba morske soli. Na redkih kmetijah sušijo in zorijo pršut še dlje. 
V Sloveniji pršut izdelujejo predvsem v Istri, na Krasu, Goriškem, na Vipavskem, v Brdih, na Idrijskem in Tolminskem. Najbolj cenjen je kraški pršut, za istrski pršut pa je značilno, da je brez kože in slanine. 
Priprava in prodaja pršuta je bila nekdaj pomembna gospodarska dejavnost. Na Krasu pršut od šestdesetih let 20. stoletja sušijo v pršutarnah v vaseh Lokev, Šepulje in Kobjeglava.

## Zgodovina in razširjenost
Tradicionalno so na Slovenskem pršut uživali ob koncu večjih del (npr. žetve, košnje, trgatve) in za praznike (žegnanje, poroka, Velika noč). Večinoma so bili pršuti namenjeni za prodajo. Kmetje so jih pred drugo svetovno vojno nosili v Trst prodajat zlasti trgovcem in gostilničarjem. 

### Italijanski in španski pršuti
Kultura izdelave pršuta je razširjena v več evropskih sredozemskih državah, Italija in Španija sta največji izdelovalki pršuta. Skupaj v teh dveh državah izdelajo več kot dve tretjini (okrog 100 milijonov) pršutov v območju Sredozemlja. 
Obe državi imata z zaščiteno geografsko označbo porekla zaščitenih več proizvodov, med njimi sta svetovno znana italijanska pršuta iz San Daniele del Friuli (Prosciutto di San Daniele) iz Furlanije in pa parmski pršut (Prosciutto di Parma).
V Španiji proizvajajo iberijski pršut (jamón Ibérico) in jamón serrano (meso belih prašičev). Prašiči pasme Ibérico so prepoznani po črni barvi in črnih parkljih (španski izraz “pata negra”). Imajo gene prednikov divjih prašičev, njihovo meso vsebuje veliko prepojenih plasti nenasičenih maščob. Zadnje mesece jih hranijo na prosti paši z želodom v hrastovih gozdovih južne Španije. Tak tip pršuta se imenuje jamón Ibérico de bellota (beseda bellota pomeni želod). Pršute “pata negra” nato sušijo vsaj dve leti, medtem ko serrano od 9 do 16 mesecev.

### Kraški pršut
Od drugih pršutov se kraški pršut razlikuje predvsem po tem, da je pridelan na geografsko označenem kraškem območju, čeprav so sveža svinjska stegna od drugod. Izdelovati se sme po Pravilniku o Kraškem pršutu z zaščiteno geografsko označbo. Zaščita geografske označbe za Kraški pršut temelji na Zakonu o kmetijstvu - uradno prečiščeno besedilo (Uradni list RS, št. 45/08) in Pravilniku o zaščitnem znaku za označevanje kmetijskih pridelkov oziroma živil (Uradni list RS, št. 58/01, 28/04, 87/04, 121/06).
Evropska komisija je 15. 06. 2012 v Uradnem listu EU objavila registracijo Kraškega pršuta kot »zaščitena geografska označba«. S tem je priznana in potrjena posebna kakovost, sloves, tradicija in vpliv geografskega območja pri proizvodnji kraškega pršuta.